# Nicolas Stoufflet
Nicolas Stoufflet, né en 1961 à Chamalières (Puy-de-Dôme), est animateur de radio, de télévision et producteur de radio français animant depuis septembre 2008 Le Jeu des 1 000 euros sur France Inter, puis depuis 2023 la version télévisée du Jeu sur France 3 avec Carinne Teyssandier.

## Biographie
Nicolas Stoufflet est le fils du professeur Jean Stoufflet, doyen honoraire de la faculté de droit de Clermont-Ferrand, spécialiste reconnu du droit bancaire. Après une maîtrise en droit des affaires, il entre à Radio France à Clermont-Ferrand dans les années 1980.[réf. nécessaire]
Recruté par RMC à Monaco et par Radio Nostalgie, il est ensuite venu s'installer et travailler à Paris : RFI, Radio Bleue et enfin France Inter, depuis 1991. D'abord à l'antenne pour les tranches matinales d'été, il pilote les matinales du week-end en 1996-1997 avant de prendre en charge Le Cinq sept en semaine dès 1997 sous ses différentes formes jusqu'en 2008.
Sur France Inter, il produit, durant les étés 2005 et 2006, Ça vous dérange, une émission estivale de débat à midi. On le retrouve également aux commandes de J'ai mes sources durant les remplacements de Colombe Schneck à partir de septembre 2006.
En septembre 2008, il prend le relais de Louis Bozon à la présentation du Jeu des 1 000 euros,.
Parallèlement, Nicolas Stoufflet enregistre des voix-off pour des commentaires de documentaires télévisés, notamment pour NT1 (Les Enquêtes impossibles), France 5, Voyage, Discovery Channel, AB Groupe et La Marque Rose[réf. nécessaire].
Pendant l'été 2020, il présente sur France Inter la chronique Ailleurs c'est ici dans le 6/9, au cours de laquelle il partage ses coups de cœur pour le patrimoine et les sites naturels des régions françaises[source insuffisante].
Par ailleurs, il crée un podcast entièrement consacré aux chats (origines, races, comportement, conseils) : Le podCat.
Depuis septembre 2023, il présente avec Carinne Teyssandier la version télévisée du Jeu des 1 000 euros, une adaptation de l'émission radio et diffusée sur France 3. Elle est diffusée le samedi et le dimanche sur France 3 à 16h45.